# Ochrus ornatus
Ochrus ornatus là một loài bọ cánh cứng trong họ Cerambycidae.